# Insingen
Insingen ist eine Gemeinde im Landkreis Ansbach in Mittelfranken und zählt zur Metropolregion Nürnberg.

## Geografie

### Lage
Die Gemeinde liegt im Naturpark Frankenhöhe.

### Gemeindegliederung
Die Gemeinde hat neun Gemeindeteile (in Klammern ist der Siedlungstyp angegeben):
- Hammerschmiede (Einöde)
- Insingen (Pfarrdorf)
- Kastenmühle (Einöde)
- Leidenberg (Einöde)
- Leuzhof (Weiler)
- Lohr (Kirchdorf)
- Lohrbach (Dorf)
- Sandhof (Einöde)
- Wilhelmsmühle (Einöde)

Die Einöden Bügelhof und Fallhaus sind keine amtlich benannten Gemeindeteile.
Es gibt auf dem Gemeindegebiet die Gemarkungen Insingen und Lohr. Die Gemarkung Insingen hat eine Fläche von 13,999 km². Sie ist in 1869 Flurstücke aufgeteilt, die eine durchschnittliche Fläche von 7490,05 m² haben. In ihr liegen neben dem namensgebenden Ort die Gemeindeteile Hammerschmiede, Kastenmühle, Leidenberg, Lohrbach, Sandhof und Wilhelmsmühle.

### Nachbargemeinden
Nachbargemeinden sind (im Norden beginnend im Uhrzeigersinn):

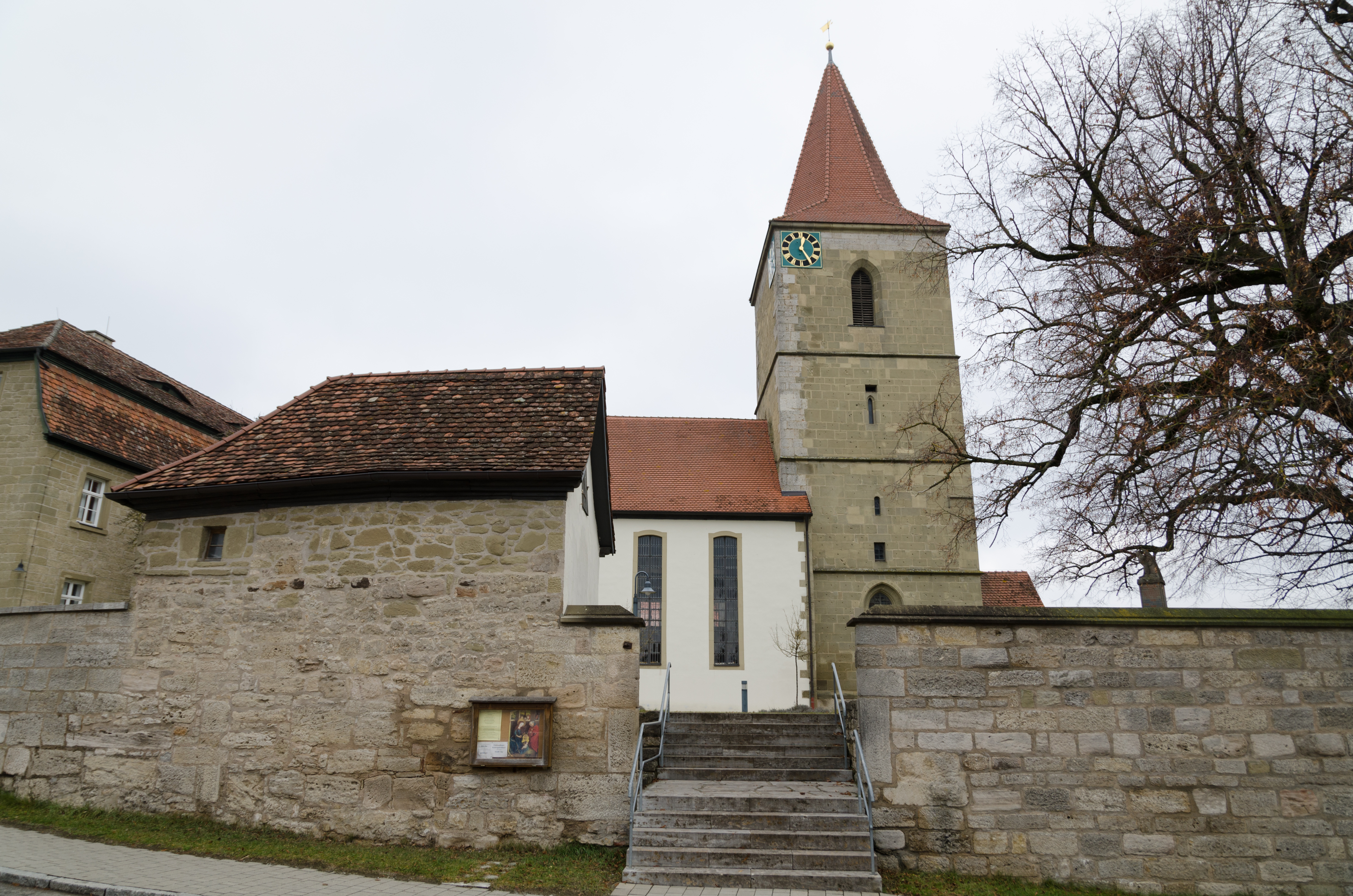
Insingen Friedhofsmauer und Kirche

- Gebsattel
- Diebach
- Wettringen
- Rot am See (Baden-Württemberg)
- Rothenburg ob der Tauber

## Geschichte

### Ortsname
Der Ort wurde 1079 als „Ingesingen“ erstmals urkundlich erwähnt. Dem Ortsnamen liegt der Personenname Ingis zugrunde, der durch das Zugehörigkeitssuffix -ingen abgeleitet wurde. Der Ortsname bedeutet Bei den Leuten des Ingis.
Im 12. Jahrhundert bestand am östlichen Ortsrand von Insingen („Am Schlosshof“) die Turmhügelburg Insingen (Motte), die von den Herren von Kesselberg erbaut wurde. Nach Abbruch und Wiederaufbau nach 1300 bestand die Anlage bis wenig nach 1800, als die Burggebäude abgebrochen wurden.

### Frühe Neuzeit
Insingen gehörte zum Reichsstift Rothenburg und ab 1500 zum Fränkischen Reichskreis; Teile der Vogtei lagen im preußischen Fürstentum Ansbach.
Als Besonderheit ist Insingen einer der wenigen fränkischen Orte, für die eine frühneuzeitliche Dorfordnung erhalten ist. Sie wurde am 27. April 1620 im „rothenburgischen Wirtshause“ in Insingen den Einwohnern verkündet. Insingen zählte damals 56 Bauern und Köbler, die als „Gemeinrechte“ galten, das heißt, als Einwohner mit von der Dorfordnung festgelegten Rechten und Pflichten.

### 19. Jahrhundert
Seit dem Reichsdeputationshauptschluss von 1803 gehört der Ort – wie weite Teile Frankens – zu Bayern (Siehe auch Geschichte Frankens).
Mit dem Gemeindeedikt (frühes 19. Jahrhundert) der Steuerdistrikt Insingen gebildet. Zu diesem gehörten Fallhaus, Hammerschmiede, Kappenmühle, Kastenmühle und Wilhelmsmühle. Wenig später entstand die Ruralgemeinde Insingen mit den Orten Fallhaus, Hammerschmiede, Kappenmühle, Kastenmühle, Leidenberg, Lohrbach, Sandhof und Wilhelmsmühle. Sie war in Verwaltung und Gerichtsbarkeit dem Landgericht Rothenburg zugeordnet und in der Finanzverwaltung dem Rentamt Rothenburg ob der Tauber (1919 in Finanzamt Rothenburg ob der Tauber umbenannt). Ab 1862 übernahm das Bezirksamt Rothenburg ob der Tauber die Verwaltung (1939 in Landkreis Rothenburg ob der Tauber umbenannt) und das Stadt- und Landgericht Rothenburg ob der Tauber die Gerichtsbarkeit (1879 in Amtsgericht Rothenburg ob der Tauber umbenannt). Die Gemeinde hatte 1964 eine Gebietsfläche von 14,024 km².

### Eingemeindungen
Im Zuge der Gebietsreform in Bayern wurde am 1. Mai 1978 die Gemeinde Lohr eingegliedert.

### Einwohnerentwicklung
Im Zeitraum 1988 bis 2018 stieg die Einwohnerzahl von 930 auf 1169 um 239 Einwohner bzw. um 25,7 %.
Gemeinde Insingen
| Jahr      | 1818   | 1840   | 1852   | 1861   | 1867   | 1871   | 1875   | 1880   | 1885   | 1890   | 1895   | 1900   | 1905   | 1910   | 1919   | 1925   | 1933   | 1939   | 1946   | 1950   | 1961   | 1970   | 1987   | 2005   | 2011   | 2015   |
| Einwohner | 627    | 603    | 634    | 611    | 596    | 595    | 604    | 631    | 627    | 647    | 628    | 636    | 605    | 609    | 614    | 613    | 604    | 548    | 723    | 725    | 645    | 638    | 934    | 1142   | 1127   | 1184   |
| Häuser    | 120    | 102    |        |        |        | 106    |        |        | 113    | 117    |        | 121    |        |        |        | 118    |        |        |        | 127    | 128    |        | 245    |        | 322    | 326    |
| Quelle    | [ 11 ] | [ 16 ] | [ 17 ] | [ 18 ] | [ 19 ] | [ 20 ] | [ 21 ] | [ 22 ] | [ 23 ] | [ 24 ] | [ 17 ] | [ 25 ] | [ 17 ] | [ 26 ] | [ 17 ] | [ 27 ] | [ 17 ] | [ 17 ] | [ 17 ] | [ 28 ] | [ 13 ] | [ 29 ] | [ 30 ] | [ 31 ] | [ 31 ] | [ 31 ] |

Ort Insingen
| Jahr      | 001818 | 001840 | 001861 | 001871 | 001885 | 001900 | 001925 | 001950 | 001961 | 001970 | 001987 |
| Einwohner | 497    | 462    | 487    | 471    | 495    | *508   | *485   | *592   | *549   | 558    | 588    |
| Häuser    | 99     | 84     |        |        | 94     | *99    | *98    | *106   | *110   |        | 168    |
| Quelle    | [ 11 ] | [ 16 ] | [ 18 ] | [ 20 ] | [ 23 ] | [ 25 ] | [ 27 ] | [ 28 ] | [ 13 ] | [ 29 ] | [ 30 ] |

## Politik
Die Gemeinde ist Mitglied der Verwaltungsgemeinschaft Rothenburg ob der Tauber.

### Gemeinderat
Die Gemeinderatswahlen seit 2014 ergaben folgende Stimmenanteile und Sitzverteilungen:
| Liste                            | 2020    | 2020    | 2014    | 2014    |
| Liste                            | %       | Sitze   | %       | Sitze   |
| Wählergemeinschaft Insingen      | 69,57   | 8       | 69,3    | 8       |
| Wählergemeinschaft Insingen-Nord | 30,43   | 4       | 30,7    | 4       |
| Wahlbeteiligung                  | 60,54 % | 60,54 % | 60,89 % | 60,89 % |

Weiteres Mitglied und Vorsitzender des Gemeinderates ist der Erste Bürgermeister.

### Bürgermeister
Amtierender Erster Bürgermeister ist Peter Köhnlechner (Wählergemeinschaft Insingen). Dieser wurde am 15. März 2020 mit 96,1 % der Stimmen gewählt.

### Wappen und Flagge
Wappen
| Wappen von Insingen | Blasonierung: „Schräg rechts geteilt, unten drei Mal geteilt von silber und blau, oben in gold ein schräg rechts liegender roter Krebs.“ |
| Wappen von Insingen | Wappenbegründung: Die Gemeinde Insingen besteht seit 1978 aus den ehemals selbstständigen Gemeinden Insingen und Lohr. Der Krebs stammt aus dem Wappen der Ritter von Lohr, die im 13. Jahrhundert nachweisbar sind und später in das Patriziat der Reichsstadt Rothenburg überwechselten. Die Herren von Insingen werden erstmals 1308 erwähnt. Sie sind mit dem Küchenmeister von Nordenberg verwandt. Ihr Wappen dreimal geteilt von Silber und Blau wurde in das Gemeindewappen übernommen. Dieses Wappen wird seit 1986 geführt. |

Flagge
Die Gemeindeflagge ist weiß-rot-weiß.

## Wirtschaft und Infrastruktur
Die Gemeinde ist Mitglied im Tourismusverband Romantisches Franken.

### Verkehr
Die Staatsstraße 2419 führt nach Lohr (2,8 km nördlich) bzw. an Untergailnau vorbei zur Anschlussstelle 109 der Bundesautobahn 7 bei Wörnitz (6,7 km südöstlich). Die Staatsstraße 2247 führt nach Diebach (1,7 km östlich). Die Kreisstraße AN 7/K 2514 führt nach Hausen am Bach zur L 1040 (3,9 km westlich). Gemeindeverbindungsstraßen führen nach Buch zur L 1040 (2,9 km nordwestlich) und zur Hammerschmiede (0,9 km östlich).
Es gibt verschiedene Busverbindungen, die durch mehrere Bushaltestellen in der Gemeinde abgedeckt werden. Dadurch ist Insingen an das Bahnnetz angebunden (z. B. Bahnhof Rothenburg ob der Tauber, S-Bahnhof Dombühl).
Durch den Ort führt der Fernwanderweg Roter Flieger von Neustadt an der Aisch nach Feuchtwangen.

### Medien
Insingen ist seit 2006 Sitz des Degener Verlags, des bedeutendsten genealogischen Verlags in Deutschland. Beim Leuzhof befindet sich ein UKW-Sender zur Verbreitung des Programms von Radio 8 auf 104,7 MHz mit 50 W ERP.